# Mika Pohjola
Mika Pohjola (Helsinki, 1 december 1971) is een Finse jazzpianist en -componist.

## Biografie
Pohjola groeide op in Vantaa bij Helsinki en ging naar de Rudolf Steiner school. Hij begon eerst viool te leren, wisselde vervolgens naar de drums en ten slotte naar de piano, waar hij zijn eerste lessen kreeg van zijn vader, de jazzgitarist Heikki Pohjola. Hij zong in het jongenskoor van de kathedraal van Helsinki en studeerde klassieke piano aan het Vantaa Conservatorium. In 1987 vervolgde hij zijn studie in Stockholm, waar hij in 1992 afstudeerde aan het Koninklijk Conservatorium met een graad in jazz. Daarna ging hij naar het Berklee College of Music, waar hij studeerde bij onder anderen Gary Burton, Phil Wilson, Hal Crook en Herb Pomeroy. Na zijn afstuderen in 1994 nam hij zijn debuutalbum Myths and Beliefs op met het kwartet, dat werd uitgebracht door GM Recordings. In 1995 verhuisde hij naar New York, waar hij korte lessen volgde bij Sal Mosca en daarna optrad in bekende jazzclubs als Birdland en Blue Note (waar een live-album werd gemaakt, dat in 2000 werd uitgebracht).
Hij toerde door Europa met zijn eigen bands, bestaande uit New Yorkse muzikanten, onder meer op uitnodiging van het Finse ministerie van Buitenlandse Zaken in Oekraïne. Tegelijkertijd verscheen hij in het duo Sound of Village met de percussionist en fluitist Yūsuke Yamamoto, die vrij improviseerde en vaak optrad in de Knitting Factory. Hij kende Yamamoto uit Berklee. In 2000 nam het duo het album Sound of Village op. In 2002 bracht hij zijn album Landmark uit met de Finse zangeres Johanna Grüssner. In 2003 (in het Zweeds, 2005 in het Fins) volgde een liedalbum, ook met Grüssner, gebaseerd op de populaire Moemins-strips in Finland en Zweden (door Tove Jansson). Zijn album A Lark in the Snowstorm bevat tangomuziek. Hij bracht in 2009 het soloalbum Great Tunes from my Friends uit (met stukken van onder meer Kurt Rosenwinkel en Ben Monder) en Northern Sunrise (met Steve Wilson, Ben Monder).
Naast Grüssner, die hij kende van Berklee, werkt hij ook samen met andere zangers als B. Jill Walsh. Pohjola speelt ook Argentijnse chacare-muziek en jazz met bassist Fernando Huergo (Provinciano album 2008 bij Sunnyside Records). Hij werkt ook als mixer en opnametechnicus voor andere jazzmuzikanten. Hij componeert ook klassieke muziek. Sinds 1993 geeft hij ook veel les in Scandinavië, bijvoorbeeld op het Nilsiä Summer Music Camp.
- Library of Congress Control Number: no2001033551
- MusicBrainz: cc6759ac-ae28-4e7f-bc5d-991d7164701d
- Virtual International Authority File: 4577033
- WorldCat: E39PBJjxtkYcgJDWF6X8HHpkjC